# 于红
于红（1965年8月—），女，中华人民共和国外交官，曾任中华人民共和国驻尼泊尔联邦民主共和国特命全权大使和中华人民共和国驻文莱达鲁萨兰国特命全权大使。

## 生平
1988年，进入中华人民共和国外交部工作，先后在外交部亚洲司、驻挪威大使馆、外交部机关党委和驻开普敦总领事馆任职。2006年，任外交部亚洲司参赞。2011年，升任外交部亚洲司副司长。2014年5月，出任中华人民共和国驻泗水总领事。2016年11月，出任中华人民共和国驻尼泊尔大使。2019年1月，出任中华人民共和国驻文莱大使。2022年11月，自驻文莱大使离任。

## 家庭
已婚，有一子。